# Bescheidenheit
Bescheidenheit (von „sich bescheiden“, „sich zurücknehmen“, „sich begnügen“, „verzichten“) ist im heutigen Sprachgebrauch gleichbedeutend mit „Genügsamkeit“, „Anspruchslosigkeit“, „Einfachheit“, „Zurückhaltung“. Sie kann sich auf die Wesensart eines Menschen beziehen (= Bescheidenheit als Charakterzug) oder auch nur ein bestimmtes Verhalten auszeichnen (= einfache Lebensführung, Luxusverzicht). In der positiven Bewertung bildet sie den Konterpart zu Begriffen wie „Geltungssucht“, „Überheblichkeit“, „Unbescheidenheit“, „Maßlosigkeit“ oder „Prunksucht“. In einer spöttisch abwertenden Tönung findet sie sich in Redewendungen wie „eine bescheidene Leistung“, „mit einer bescheidenen Intelligenz gesegnet“, „aus bescheidenen Lebensverhältnissen kommend“. Selbstironisch spricht man auch von „mein bescheidener Anteil“ (= geringer Anteil), „meine bescheidene Person“ (= meine Wenigkeit), „mein bescheidener Beitrag“, „meine bescheidene Gabe“ (= Mitbringsel/Spende).
Die Behauptung eines Menschen, er bzw. ein anderer sei „bescheiden“, kann
1. eine freiwillige Selbstbeschränkung,
2. eine unfreiwillige (womöglich „schicksalhafte“) Einschränkung der Persönlichkeit oder der Lebensverhältnisse oder
3. Ironie oder Unaufrichtigkeit

ausdrücken.

## Wortgeschichte
Das Wort Bescheidenheit leitet sich sprachgeschichtlich ab von althochdeutsch bisceidan → mittelhochdeutsch/neuhochdeutsch bescheiden. In der mittelalterlichen Rechtssprache drückte es eine richterliche Entscheidung aus und nahm die Bedeutung „Bescheid geben“, „zuteilen“ an, was sich heute noch in der Redewendung „mein bescheidener (= mein mir beschiedener) Anteil“ wiederfindet. In der aktuellen Kanzleisprache ist diese Aussageform noch in der Redeweise jemanden abschlägig bescheiden präsent.
Das reflexive sich bescheiden folgt der Bedeutung „sich vom Richter bescheiden lassen“ und mit dem neutralen Richterspruch „sich zufrieden geben, sich begnügen“. Das Adjektiv „bescheiden“ folgte der Bedeutung des Verbs und meinte ursprünglich „vom Richter festgesetzt, zugeteilt“. Die Menschen, die sich entsprechend bescheiden ließen und zu bescheiden wussten, galten in mittelhochdeutscher Sprachgebung als „einsichtsvoll, besonnen, verständig“. Bescheidenheit war ein Synonym für „Verstand, Verständigkeit“. Heute ist das Wort vor allem im Sinne von „genügsam, einfach, anspruchslos“ in Gebrauch. In einer fast in Vergessenheit geratenen Wortbedeutung findet sich die Formulierung „Jemandem Bescheid tun“ (= antwortend zutrinken) auch noch in der Entgegnung auf einen Trinkspruch.

## Motivation
Bescheidenheit kann unterschiedliche Beweggründe haben: Als durchgängige menschliche Lebenseinstellung kann sie etwa aus einer Haltung der Demut erwachsen, aus religiösen Gründen oder als persönlichen Beitrag zum Umweltschutz.
Im profanen Bereich kann sie als freiwillig selbstbeschränkende Bedürfnislosigkeit den Charakter einer Persönlichkeit kennzeichnen, die sich von materiellen Gütern unabhängig macht, die nicht auf überflüssigen Luxus setzt und ihre Sinnausrichtung an immateriellen Aufgaben und Wertvorstellungen orientiert. Im Unterschied zu der religiösen Bescheidenheit erwächst sie aus einer ethischen Motivation.
Bescheidenheit kann aber auch eine Reaktion auf materielle Beschränkungen darstellen, wobei Menschen den Mangel, dem sie ausgesetzt sind, (vorerst) innerlich akzeptieren.
Der Psychosomatiker Rudolf Klußmann wies auf die Möglichkeit hin, dass durch eine „Überbescheidenheit“ Gier abgewehrt werden könne und zwar mit Hilfe einer Reaktionsbildung.

## Ideengeschichte und Bewegungen

### Kynismus
Der Kynismus war eine im antiken Griechenland des 5. Jahrhunderts v. Chr. aufkommende philosophische Strömung, die sich die Bedürfnislosigkeit zu einem hochrangigen ethischen Ziel gesetzt hatte. Antisthenes und sein Schüler Diogenes von Sinope und zuletzt noch Demetrios oder Salustios aus Emesa in der römischen Kaiserzeit des ersten bzw. fünften nachchristlichen Jahrhunderts vertraten eine Lebensauffassung, nach welcher der Natürlichkeit, Bedürfnislosigkeit und Askese eine hohe Bedeutung zukam. Sie glaubten, ähnlich der Philosophenschule der Stoiker, über sie das Glück des Einzelnen erreichen zu können, das nach ihrer Überzeugung aus innerer Unabhängigkeit und Autarkie erwachse (Wer nichts besitzt, kann auch nichts verlieren und entsprechend enttäuscht werden). Für die Richtung der Stoiker bedeutete Reichtum und Ansehen nur ein vermeintliches Glück.

### Christliches Verständnis
Der mittelhochdeutsche Ausdruck „Bescheidenheit“ ist zunächst eine Entsprechung zu lateinisch „prudentia, sapientia, scientia, discretio“, so etwa bei Freidank, der um 1230 eine Sammlung von Epigrammen mit dem Titel Bescheidenheit verfasste. Das Wort wird hier im Sinne des Unterscheidungsvermögens (lateinisch discretio) von Gut und Böse gebraucht. In anderen Kontexten ist eine Übersetzung etwa mit „Verständigkeit“ oder „Verstand“ möglich.
Erst seit Martin Luther wird im Deutschen „Bescheidenheit“ auch gebraucht als Entsprechung zu lateinisch moderatio, modestia, also im Sinne von „Zurückhaltung“ wie im heutigen Alltagssprachgebrauch. Dem liegt vermutlich ein juristischer Wortgebrauch zugrunde: althochdeutsch bisceidan, mittelhochdeutsch bescheiden für (gerichtlich) „den (gegebenenfalls ‚bescheidenen’ im heutigen Wortsinne) Anteil zuweisen“. Die moderatio, die Zügelung im menschlichen Handeln, wird in Ansätzen der Tugendethik des 12. und 13. Jahrhunderts mit Bezug insbesondere auf Cicero üblicherweise der temperantia (Mäßigung) nahegestellt bzw., wie etwa bei Thomas von Aquin, der temperantia als einer der vier Kardinaltugenden untergeordnet.
„Bescheidenheit“ wird auch unter die Zwölf Früchte des heiligen Geistes eingeordnet, wie etwa im Katechismus der Katholischen Kirche:

„Die Früchte des Geistes sind Vollkommenheiten, die der Heilige Geist in uns als die Erstlingsfrüchte der ewigen Herrlichkeit hervorbringt. Die Überlieferung der Kirche zählt deren zwölf auf: ‚Liebe, Freude, Friede, Geduld, Freundlichkeit, Güte, Langmut, Sanftmut, Treue, Bescheidenheit, Enthaltsamkeit, Keuschheit‘ (Gal 5,22–23 Vg.).“

Im Bezugstext der lateinischen Bibelübertragung steht hier „modestia“ (Gal 5,22-23 ) (während der griechische Bibeltext nur neun Tugenden listet, haben u. a. die im 12. Jahrhundert meistverwendete karolingische Rezension der Vulgata und die Glossa ordinaria deren zwölf, namentlich noch „patientia, mansuetudo, castitas“ – ebenso Thomas u. v. a.).
Von Demut und Selbsterniedrigung heißt es u. a. bei Lk 18,14  im christlichen Neuen Testament: „Wer sich selbst erniedrigt, wird erhöht werden.“ Friedrich Nietzsche gibt dem im Zuge seiner Kritik christlicher Ethik die ironische Wendung:

„Lucas 18,14 verbessert: Wer sich selbst erniedrigt, will erhöhet werden.“

### Jugendbewegung
Die aus dem sogenannten Wandervogel hervorgegangene Jugendbewegung Anfang des 20. Jahrhunderts prägte eine eigene Jugendkultur, die sich in Denken und Lebensstil von dem der Elterngeneration abzusetzen versuchte. In der Tradition der Fahrenden Schüler des Mittelalters flohen die Schüler und Studenten unter dem Leitbild eines einfachen Lebens im Einklang mit der Natur aus den Städten und gingen „auf Wanderfahrt“. Man nutzte das Wandern als Fortbewegungsmittel, bereitete sich Speisen auf offenem Feuer und übernachtete in Scheunen, Zelten oder unter freiem Himmel. Verfallende Burgruinen wurden nach und nach zu Jugendherbergen ausgebaut. Zielsetzung der dynamischen Bewegung war das Erleben der Gemeinschaft und der Natur, die Selbstfindung über Wagnis und Abenteuer als beglückende ursprüngliche, selbstbestimmte Lebenserfahrung.

### Trekking und Survival
Die moderne Outdoorbewegung hat Aktivitäten hervorgebracht, die sich in Absetzung von der konsumorientierten Überflussgesellschaft und in der Beschränkung auf eine minimale Ausstattung mit Zivilisationsmitteln dem einfachen Leben und Überleben in der Wildnis als asketische, anstrengende, aber glückbringende Lebensformen verschrieben haben. Zivilisationsferne einsame Gebiete liefern das Gelände, in dem der Trekker, auf sich, seine Fertigkeiten und Kreativität gestellt, zu sich finden und kraft der erworbener Kompetenzen, einer robusten physischen Fitness und einer stabilen Psyche die Herausforderungen und Gefahren meistern kann, die sich ihm stellen. Dies setzt die Bereitschaft und die Fähigkeit zu einer von Zivilisationshilfen reduzierten, bescheidenen Lebensführung voraus. In der Erlebnispädagogik und der Wagniserziehung finden sie ihr wichtigstes pädagogisches und psychologisches Übungsfeld.
Survival-Unternehmungen führen als Überlebensveranstaltungen bis an die Grenzen der physischen, psychischen und mentalen Belastbarkeit des Einzelnen und der Gruppe. Entstanden aus dem Erfordernis, auch Extremsituationen beim Trekking, bei Expeditionen oder militärischen Spezialeinsätzen noch gewachsen zu sein, setzen sie ein intensives Training, die Fähigkeit zu extremer Bedürfnislosigkeit und eine schrittweise Steigerung der Anforderungen voraus. Sie bedingen die Bereitschaft, sich im äußersten Fall ohne nahezu alle zivilisatorischen und mitmenschlichen Hilfen auf sich selbst verlassen zu können, mit entbehrungsreichen und gefährlichen Situationen zurechtzukommen.

### Frugalismus
In den USA ist (v. a. im Gefolge der Finanzkrise ab 2007) eine „Frugalistenszene“ entstanden, die aus mehreren Tausend Anhängern bestehen soll. Auch in Europa und anderen Industriestaaten gibt es Frugalisten. Ein deutscher Frugalist definiert den Begriff folgendermaßen: „Frugalisten sind Menschen, die aus dem Hamsterrad der Arbeitswelt ausbrechen wollen.“ Sie beschäftigten sich mit der Frage, „wie sie möglichst früh finanziell unabhängig von ihrem Einkommen werden, also nur noch von ihrem angesparten Vermögen leben“. Es handele sich bei Frugalisten um „Menschen, die nicht arbeiten wollen, bis sie 67 Jahre alt sind“. Es sei durchaus möglich, bis zu 60 Jahre lang ausschließlich von dem nicht konsumierten Teil des Erwerbseinkommens, das man bis zum 40. Geburtstag erzielt hat, und den auf die Aktien, die Geldanlagen und das Ersparte anfallenden Wertsteigerungen, Dividenden und Zinsen zu leben. In den Vereinigten Staaten wird der Trend mit dem Akronym FIRE bezeichnet: „financial independence, retire early“ (finanzielle Unabhängigkeit, früher Ruhestand). Gisela Enders, Coach und Autorin, ist jedoch überzeugt, dass die meisten Menschen es nicht lange ohne Arbeit aushielten. Wer ausgesorgt habe, nehme meist wieder eine Tätigkeit in zeitlich begrenztem Umfang auf oder beginne ein Projekt. Diese Menschen hätten die Freiheit, sich für eine Tätigkeit zu entscheiden, die ihnen Spaß bereite.
Das Institut für Trend- und Zukunftsforschung (ITZ) charakterisiert Frugalisten als „Gruppe von Menschen, die radikal Status-unabhängig, aber nicht unchic leben möchten. Sie interessieren sich für Herkunft und Langlebigkeit von Produkten, für die Ökobilanz und den klimatischen Fußabdruck, vor allem aber für selbstgemachte Alternativen. In der Regel haben die Frugalisten wenig Geld, manchmal sind sie aber auch wohlhabend mit einer klar kritischen Attitüde und einem ausgeprägten Verantwortungsbewusstsein für das große Ganze.“ In der „Post-Rezessionsära“ ab 2009 hätten US-Amerikaner „die Erfahrung [gemacht], dass viele Landsleute nach wie vor sehr bewusst darauf achten müssen, ihr Geld zusammenzuhalten. Aber dass auch sie einen Beitrag leisten können, um gegen Erderwärmung und Klimawandel vorzugehen. Der Lifestyle der Frugalisten mit ihrem neuen bewussten Konsumverhalten hilft ihnen dabei.“ Auch Menschen, die unfreiwillig ein „bescheidenes“ Leben führen müssen, könnten Frugalisten sein, nämlich dann, wenn sie ein „stylishes Armutsbewusstsein“ hätten, meint Eike Wenzel, Leiter des ITZ. Das erste deutschsprachige Buch zum Thema Frugalismus erschien 2019 im Ullstein-Verlag unter dem Titel Rente mit 40 – Finanzielle Freiheit und Glück durch Frugalismus. vom Autor und Finanzblogger Florian Wagner. Er vertritt im Buch und seinem Blog die Auffassung, dass Frugalismus hauptsächlich Lebensfreude als oberstes Ziel hat und Frugalisten Geld geschickt einsetzen, um diese Lebensfreude langfristig zu maximieren.

## Beurteilung

### Ökonomische Argumentation
Bescheidenheit kann das zwangsläufige Ergebnis geringer Kaufkraft sein. Solange sich die Einkommens- und Vermögensverhältnisse von Menschen mit einer geringen Kaufkraft nicht deutlich verbessern, sind sie in der Regel gezwungen, sich mit dem zu „bescheiden“, was sie besitzen, selbst herstellen bzw. erledigen und dazukaufen können. Sofern sie als kreditwürdig gelten, können sie sich zwar verschulden, gehen dabei aber das Risiko einer Überschuldung ein. In den USA wurde ab 2007 die vernünftige Regel massenhaft missachtet, wonach man sich nicht Dinge leisten sollte, die man langfristig nicht bezahlen kann, und wonach Geldgeber Menschen, die das in ihrem Fall anders beurteilen, nicht als kreditwürdig bewerten sollten. Das führte zu einem Beinahe-Kollaps der Wirtschaftsordnung.
Am Phänomen des Mangels an Kaufkraft knüpft auch das Konzept der „Frugal Innovation“ an. Um die Märkte in Schwellen- und Entwicklungsländern für ihre Produkte zu öffnen, versuchen Firmen, diese auf ihre wichtigsten Merkmale zu reduzieren, um sie auch für ärmere Menschen erschwinglich anbieten zu können. Dieses Verhalten hat, wie auch das der wenig konsumierenden Geringverdiener aus Gründen der ökonomischen Vernunft, nichts mit einer Umsetzung des Ideals der Demut zu tun.

### Psychologische Argumentation
Kanadische Forscher von der University of British Columbia haben unter Leitung von Aaron Weidman die psychische Struktur von Bescheidenheit untersucht. Die Antworten von insgesamt 1.438 Studienteilnehmern zeigten demnach, dass es zwei Formen gebe: eine anerkennende Bescheidenheit, bei der man andere lobe und auf sie zugehe, und eine abwertende Bescheidenheit, bei der sich jemand selbst herabsetze und zurückziehe.
Anerkennende Bescheidenheit folge persönlichem Erfolg, sei damit verbunden, dass man andere lobe, und mit einer Persönlichkeit verbunden, die auf Leistung und spontanen Stolz auf sich selbst aus sei, der aber nicht „inszeniert“ (d. h. anderen übermäßig deutlich gezeigt) werde. Selbstabwertende Bescheidenheit folge persönlichem Misserfolg und sei mit einer Persönlichkeit verbunden, die bei sich überwiegend Misserfolg, Scham und ein geringes Selbstwertgefühl wahrnehme und zur Unterwürfigkeit neige. Solche Menschen würden verlegen, wenn sie „von jemandem in den höchsten Tönen gelobt“ würden. Die Forscher beschreiben diesen Persönlichkeitstyp als „neurotisch“.
Die Herausgeber der Zeitschrift „Wirtschaftspsychologie aktuell“ haben keinerlei Verständnis für das aus „falscher Bescheidenheit“ resultierende „selbstschädigende Verhalten“ eines Angestellten, der darauf verzichte, ein höheres Gehalt zu verlangen, wenn gute Aussichten bestünden, dass sein Arbeitgeber diesem Wunsch nachkomme.

### Philosophisch-moralische Argumentation
Theologen weisen gern auf die Mahnung des Apostels Paulus in seinem ersten Brief an die Korinther hin: „Was hast du, das du nicht empfangen hast? Wenn du es aber empfangen hast, was rühmst du dich dann…?“ (1. Kor. 4,7). Demnach verkenne ein „Angeber“, dass die Quelle alles seines materiellen Besitzes, seiner Fähigkeiten und Fertigkeiten Gott, sein Schöpfer, sei, dem allein der Dank für das von dem Menschen Erworbene und Erreichte zustehe. Dieses Zitat bedeute aber nicht, dass der Mensch leugnen müsste, dass er über die Gaben verfüge, derer er sich gerne rühmen würde. Verboten sei ihm nur ein übermäßiger Stolz über seinen Besitz, seine soziale Stellung und seine Begabung.
Otto Friedrich Bollnow zufolge verlange „[d]ie Forderung der Bescheidenheit […] vom Menschen, daß er nicht vermessen über sich selbst hinausgreifen soll, daß er nicht zu viel verlangen soll, weder von sich selber noch vom Schicksal, sondern sich mit dem ‚bescheiden‘ soll, was ihm gegeben ist. Bescheidenheit bezeichnet hier also das rechte Verhältnis in den Lebenserwartungen, und zwar sowohl gegenüber den eigenen Kräften wie in den Ansprüchen an die Umwelt. Titanisches Wollen wie krankhafte Gier sind in ihrer Maßlosigkeit der Bescheidenheit in gleicher Weise entgegengesetzt.“
Der Wagnisforscher Siegbert A. Warwitz sieht in seiner Analyse des historisch immer wieder auflebenden Trends zur Bescheidenheit, zum Maßhalten und zum einfachen Leben, der sich von den antiken Philosophen wie Sokrates, Antisthenes, den Stoikern oder den Kynikern über das Mittelalter mit der ständig wiederholten Forderung nach der Mâze bis in die Deutsche Wandervogelbewegung und das aktuelle Trekking- und Survival-Erlebnis verfolgen lasse, ein Bedürfnis nach dem elementaren Leben als „Schlüssel zum Glücklichsein“. Er fordert ein Umdenken dahingehend, dass diese „archaische“ Haltung nicht mehr als kurios verstanden werden soll: „Nicht die Bedürfnislosigkeit, sondern die überzogene Bedürfnishaltung ist in Wirklichkeit pathologisch“. (S. 223) In einer zunehmend auf materiellen Wohlstand und „übertriebenen Luxus“ ausgerichteten „Anspruchsgesellschaft“ könne der Bescheidene nach Warwitz zum Mahner der Gesellschaft werden, wie es die großen Propheten Buddha oder Jesus den Menschen ihrer Zeit vorgelebt hätten. Das Loslösen von „überflüssigen Bedürfnissen“ verspreche dabei mehr Freiheit für immaterielle Wertverwirklichungen. Das Geheimnis des Glücks liege danach nicht im überproportionierten bequemen Wohlstand, sondern in der erlernbaren Fähigkeit, Ansprüche an sich selbst zu stellen, mit dem „Notwendigen“ auszukommen, für sich eine ethisch basierte Sinngebung zu finden und über die eigene Leistung dabei mit sich und der persönlichen Lebensvorstellung ins Gleichgewicht zu gelangen.